# Франс-Прес
Франс-Прес (фр. AFP - Agence France-Presse) је француска новинска агенција. Основао ју је Шарл Луј Хавас (фр. Charles-Louis Havas) 1835. године у Паризу и важи за најстарију свјетску новинску агенцију.
Трећа је по величини у свијету, посједује представништва у 110 земаља свијета и вијести нуди на седам свјетских језика.
Запошљава око 1200 новинара (око 250 фотографа) и преко 2000 слободних сарадника у 165 земаља свијета. Тиме посједује једну од најгушћих новинарских мрежа на свијету.
Статус јавно-правног сервиса у Француској, добија 1957. године, чиме постаје независна од државе али и од приватних сувласника агенције. Управни одбор (фр. conseil d'administration) агенције се састоји од 10 представника из медија (8 из новинских кућа и 2 са радио-станица), 3 из француске владе и 2 представника радника АФП-а. Стварну финансијску независност АФП ипак не посједује, пошто око 40% њеног дохотка долази из претплата државних институција.

## Историја
Агенција Франс-Прес има своје порекло у Агенцији Аваc, коју је 1835. године у Паризу основао Шарл Луј Ава, што је чини најстаријим светским новинским сервисом. Агенција је била пионир у прикупљању и ширењу вести као робе, и успоставила се као потпуно глобални ентитет до касног 19. века. Два радника Ажанс Аве, Пол Јулијус Ројтер и Бернхард Волф, основали су сопствене новинске агенције у Лондону, односно Берлину.
Године 1940, када су немачке снаге окупирале Француску током Другог светског рата, новинску агенцију су преузеле власти и преименовала је у „Office français d'information“ (Француска канцеларија за информисање); само је приватна рекламна компанија задржала име Ажанс Ава. Дана 20. августа 1944, док су се савезничке снаге кретале ка Паризу, група новинара француског Покрета отпора заузела је канцеларије FIO и издала прву депешу вести из ослобођеног града под именом Агенција Франс-Прес.
Основан као државно предузеће, AFP је посветио послератне године развоју своје мреже међународних дописника. Један од њих је био први западни новинар који је известио о смрти совјетског вође Јосифа Стаљина 6. марта 1953. године. AFP је желео да се ослободи свог полузваничног статуса и 10. јануара 1957. године Француски парламент је усвојио закон којим се утврђује независност агенције. Од тог датума, удео прихода агенције остварених претплатама из владиних служби је постојано опадао. Такве претплате су представљале 115 милиона евра у 2011. години.
Агенција је 1982. године почела да децентрализује своје уређивачко доношење одлука оснивањем првог од својих пет аутономних регионалних центара, у Хонгконгу, тадашњој британској зависној територији. Сваки регион има свој буџет, административног директора и главног уредника. У септембру 2007. године покренута је AFP фондација да промовише више стандарде новинарства широм света.
Архив Митрохин је идентификовао шест агената и два поверљива контакта KGB-а унутар агенције Франс-Прес који су коришћени у совјетским операцијама у Француској.
Године 1991, AFP је основао заједничко предузеће са Extel-ом за стварање финансијског сервиса вести, AFX News. Продато је 2006. године компанији Thomson Financial.
У октобру 2008, Влада Француске је најавила потезе за промену статуса AFP-а, чиме је обухваћено укључивање спољних инвеститора. Дана 27. новембра те године, главни синдикати представљени у матичној бази компаније у Француској – CGT, Force Ouvrière, Syndicat national des journalistes, Union syndicale des journalistes CFDT и SUD, покренули су онлајн петицију противљења ономе што виде као покушај приватизације агенције.
Француски министар културе Фредерик Митеран је 10. децембра 2009. објавио да оснива Комитет експерата под вођством бившег генералног директора AFP-а Хенрија Пижа да би се оформили планови за будући статус агенције. Дана 24. фебруара 2010. Пјер Лует је неочекивано најавио своју намеру да поднесе оставку на место генералног директора до краја марта и пређе на посао у Франс Телекому.
У новембру 2013, AFP-у и Getty Images-у је наложено да плате 1,2 милиона долара компензације слободном фоторепортеру Даниелу Морелу за коришћење његових слика објављених на Твитеру у вези са земљотресом на Хаитију 2010. без његове дозволе, што представља кршење ауторских права и услова коришћења Твитера.
Статут AFP-а је промењен 2015. године како би се ускладио са европским законодавством кроз Закон бр. 2015-433 од 17. априла 2015. године. Државно финансирање AFP-а је тако модификовано и структурирано у две компоненте:
- Финансијска надокнада за мисије Агенције од општег интереса
- Комерцијалне претплате од државе

Тренутни извршни директор и председник је Фабрис Фриз, а директор глобалних вести је Фил Четвинд.

## Награде и признања
Године 1983, награда Алберт Лондрес додељена је Патрику Менију, који је написао серију чланака о 600 Француза који су били присилно заточени у Гулагу после Другог светског рата. Године 1984, објављена је његова књига Les Mains coupées de la Taïga.
Године 1988, Семи Кец је добио следећу награду Алберт Лондрес. Заједно са својим колегом из ослободилачког покрета Сержом Шаландоном, он је 6 година пратио догађаје из Либијског грађанског рата.
Дана 17. октобра 2014, међународна директорка AFP-а Мишел Леридон добила је награду за истраживање и извештавање на Међународном конгресу новинарства и информисања. Мишел Леридон је била ауторка чланка „Покривање ISIS-а“, који је постављен на блог агенције.
У децембру 2014. године, Булент Килич је проглашен за фоторепортера године часописа Тајм због свог извештавања о догађајима на Блиском истоку и у Европи. Фотограф је добио исто признање од листа The Guardian.

## Статути
AFP послује према закону из 1957. године као комерцијално предузеће независно од Француске владе. AFP-ом управља извршни директор и одбор који се састоји од 15 чланова:
- Осам представника француске штампе;
- Два представника особља AFP-а;
- Два представника радија и телевизије Јавних сервиса;
- Три представника власти. Једног именује премијер, другог министар финансија, а трећег министар спољних послова.

Мисија AFP-а је дефинисана у његовом статуту:
- Агенција Франс-Прес не сме ни под којим околностима узети у обзир утицаје или разматрања која могу да угрозе тачност или објективност информација које пружа; ни под којим околностима не сме бити под контролом, де факто или де јуре, било које идеолошке, политичке или економске групације;
- Агенција Франс-Прес мора, у мери у којој њени ресурси то дозвољавају, да развија и унапреди своју организацију како би француским и страним корисницима пружала тачне, непристрасне и поуздане информације на редовној и непрекидној основи;
- Агенција Франс-Прес мора, у мери у којој то њени ресурси дозвољавају, да обезбеди постојање мреже објеката дајући јој статус светске информативне службе.

### Број запослених
Са седиштем у Паризу, AFP покрива 151 земљу, са 201 канцеларијом, 50 локалних дописника и пет регионалних центара: Вашингтон (Северна Америка), Хонгконг (Азија-Пацифик), Монтевидео (Латинска Америка), Никозија (Блиски исток), Париз (Европа и Африка). 
AFP каже да запошљава 2.400 људи 100 различитих националности, укључујући 1.700 новинара. Пружа информације на шест језика (француски, енглески, шпански, немачки, португалски и арапски), двадесет четири сата дневно.

## Инвестиције
Значајне инвестиције укључују:
- thAFP GmbH
AFP GmbH је подружница AFP-а у Немачкој, која производи услуге на немачком језику за локалну штампу, интернет и корпоративне клијенте.
- SID
Sport-Informations-Dienst (SID) производи спортске услуге на немачком језику.
- Citizenside
AFP је 2007. године купио 34% удела у Скуплајву, фото и видео агенцији за грађане на интернету. Основан у Француској 2006. године, Скуплајв је преименован у Citizenside након ове инвестиције, али је AFP убрзо продао своје акције агрегатору вести Newzulu.[24]